# Izmaïlovo
Izmaïlovo (Муниципальный округ Измайлово) est un district municipal de Moscou, dépendant du district administratif est.
Situé à l'Est du Koltso, il est desservi par la ligne 3 du métro, il est célèbre pour ses quatre hôtels (Alfa, Beta, Gamma, Vega) qui ont été construits pour les Jeux olympiques d'été de 1980, ainsi que pour son marché aux puces et son marché pour touristes. On trouve dans le district un grand parc, le Parc d'Izmaïlovo et l'église de l'Intercession-de-la-Vierge d'Izmaïlovo.

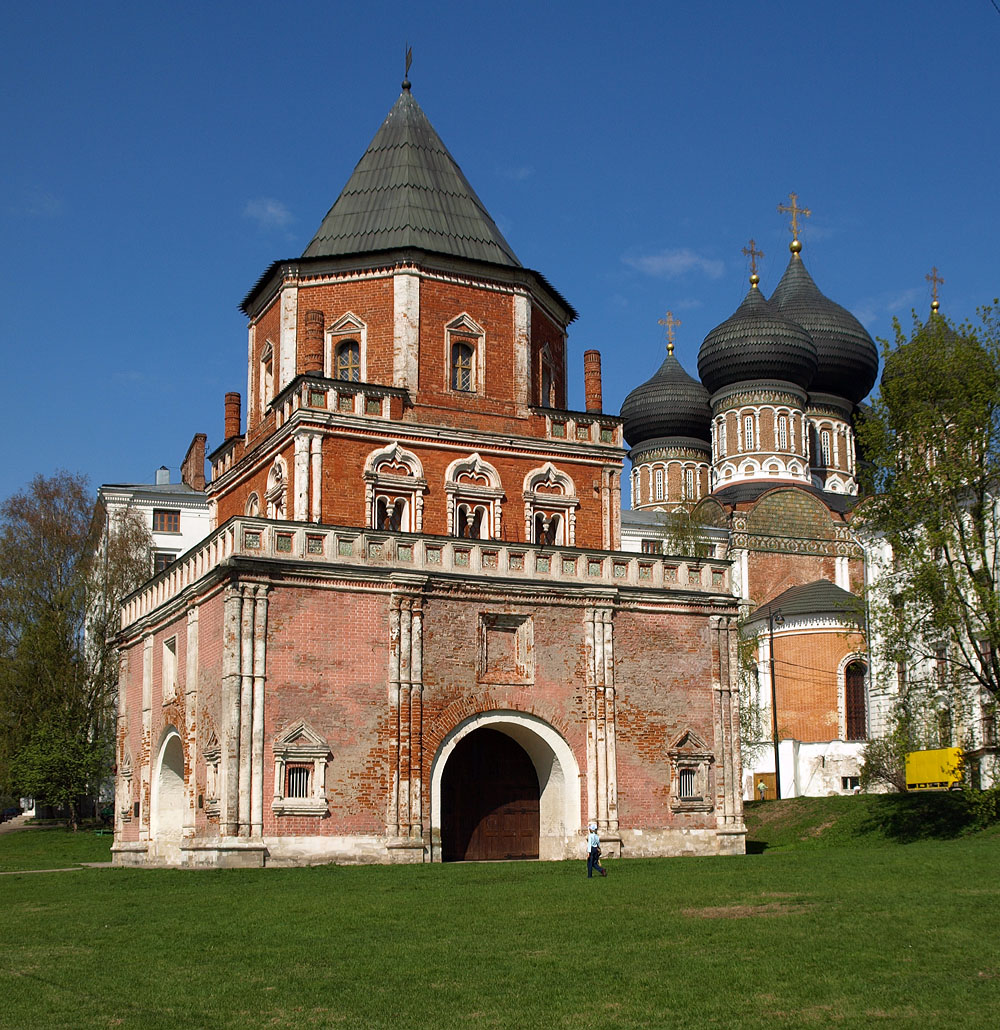
La Cour du Tsar à Izmaïlovo.

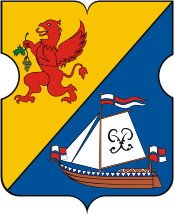
Armes du district
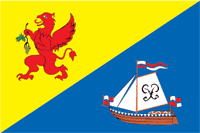
Drapeau du district